# Гагра
Ґа́ґра, інколи Гагри (груз. і мегр. გაგრა, абх. Гагра) — місто в Абхазії, Грузія. Знаходиться на відстані 65  км на північний захід від Сухумі на узбережжі Чорного моря. Має площу 772.41 км² та нараховує 12 000 мешканців (2019), 1989 року проживало 26 636 мешканців.

## Курорт
Гагра є найтеплішим містом Чорноморського узбережжя Кавказу та одним із наймальовничіших курортів у всій Абхазії. Місто простяглося уздовж берега моря на 7 км. Воно розташоване на вузькій прибережній смузі завширшки не більше 2-3 км, що є суцільним субтропічним парком з фонтанами, ставками, алеями вічнозелених рослин. Особливо красивим є район Старої Гагри, де з берега відкривається чудовий краєвид на гори, ущелини та бухту.
Клімат курорту унікальний: Гагрський хребет, орієнтований з півночі на південь, не пропускає холодні материкові вітри на територію курорту і забезпечує вищу середньорічну температуру в порівнянні з сусідніми, відкритішими курортами. А спеку пом'якшують бризи  — берегові вітри, що дмуть на узбережжі з весни до осені.
Історія розвитку Гагри як курорту пов'язана з ім'ям принца Ольденбурзького  — родича царя Миколи II, який побував тут у 1899 році. Після цього за велінням царя в Гагрі вирішили влаштувати «розкішний курорт». На березі моря був закладений парк, де були посаджені агави, хамеропси, лимонні та апельсинові дерева, кипариси. Було проведено електричне освітлення, побудовані телеграф, водопровід, кліматична станція, відкриття якої відбулося 9 січня 1903 року в ресторані «Гагріпш». Цей день і вважається датою заснування курорту.
Спочатку Гагра була тільки кліматичним приморським курортом, але в 1962 році в результаті глибокого буріння на поверхню землі була виведена мінеральна термальна вода, яка за хімічним складом є сульфато-кальцієво-магнієвою. Природними лікувальними засобами курорту є клімат, морські купання, аерогеліотерапія і ванни з мінеральної води.
За радянських часів Гагра стала однією з найкращих і популярніших здравниць СРСР. У місті та курортному районі функціонувала велика мережа санаторіїв, будинків відпочинку, пансіонатів і інших курортних установ, де було розгорнене понад 10 000 ліжок. Протягом року на курорті лікувалися і відпочивали близько 500 000  людей (зокрема неорганізованих відпочивальників).
Під час грузино-абхазького конфлікту 1992‑1993 років місто потрапило в зону бойових дій, проте у 2000-х роках відродилося і стало одним з найвідвідуваніших курортів Абхазії. За даними голови адміністрації Гагрського району Астамура Кецба, у Гагрському районі функціонує 39 будинків відпочинку на 8 тис. 825 відпочивальників. За сезон 2007 року прийнято 88 тисяч відпочивальників.

## Персоналії
- Лепко Володимир Олексійович (1898—1963) — радянський та російський актор театру й кіно, комік
- Чихрадзе Шота Герасимович (*1940) — український військовий диригент, заслужений діяч мистецтв УРСР.

## Галерея

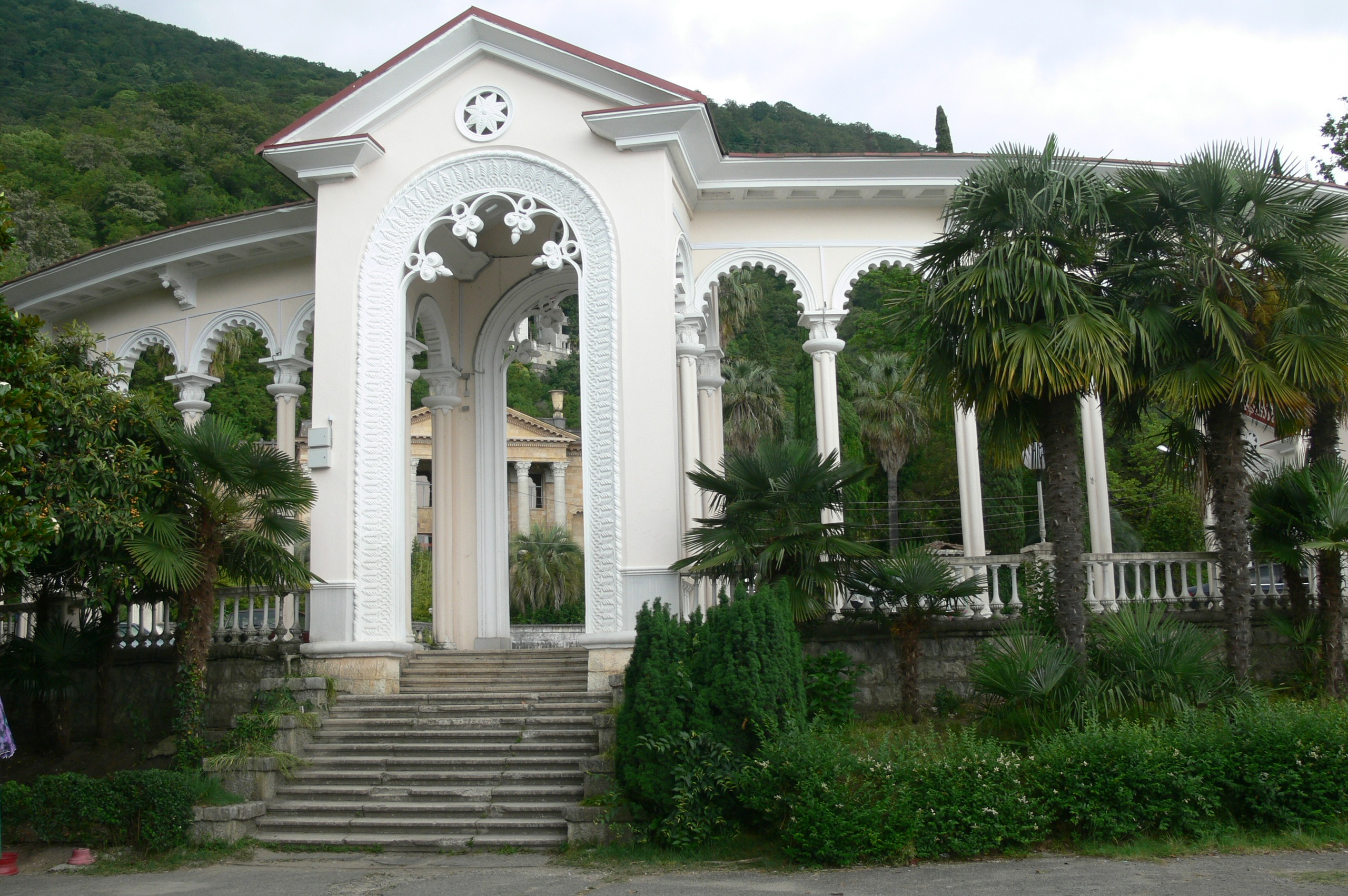
Колонада в Приморському парку
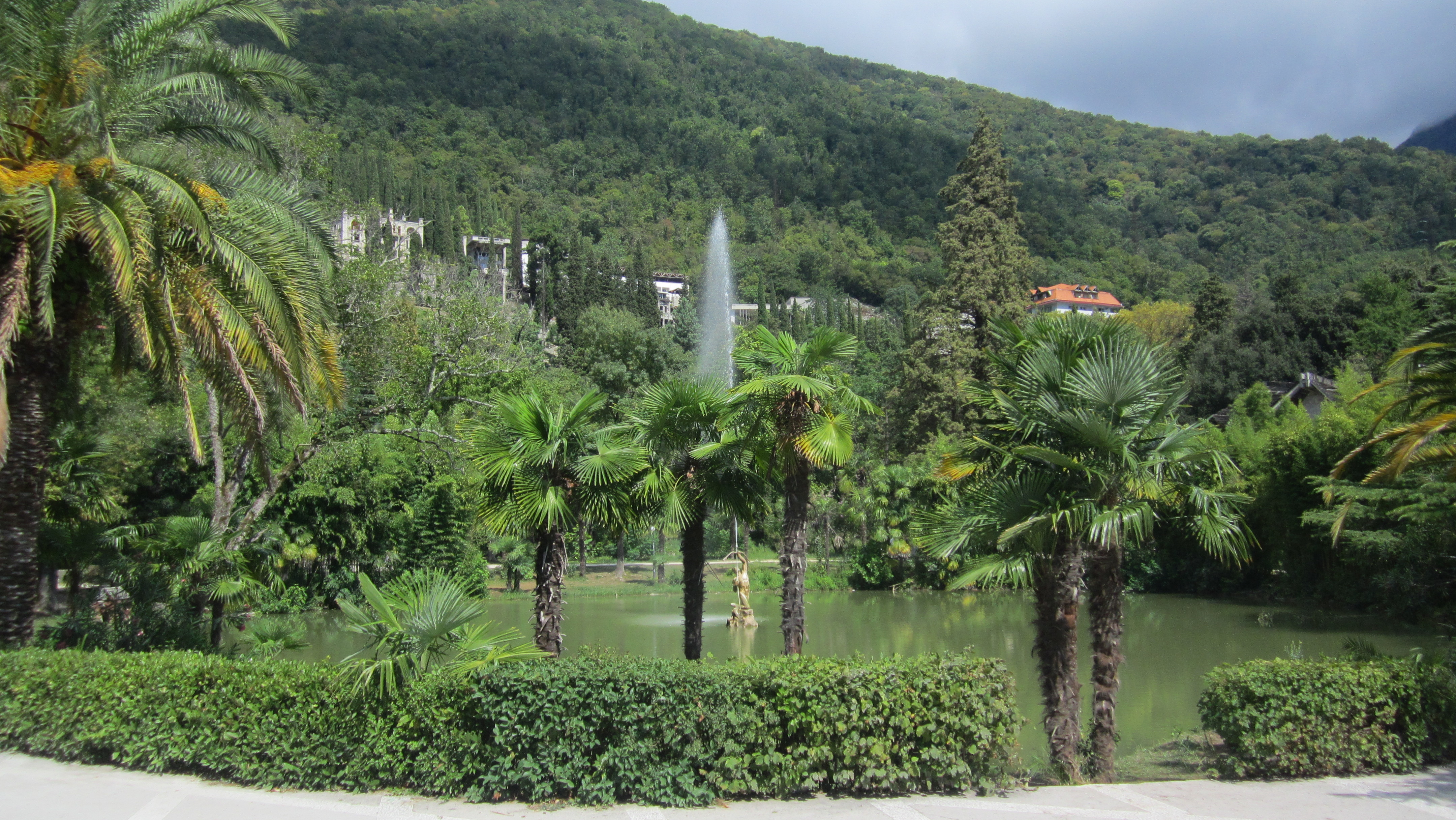
Фонтан в Приморському парку
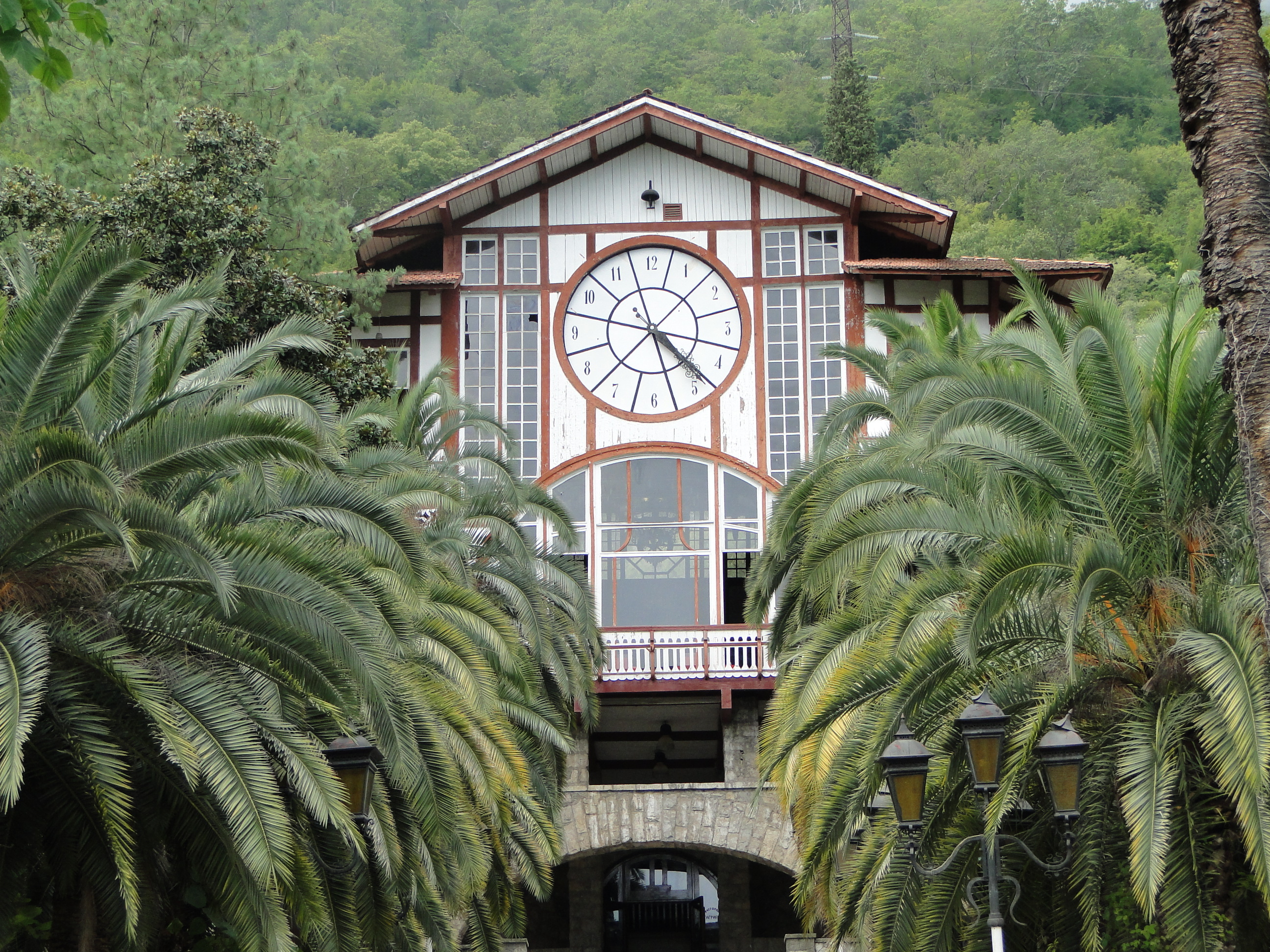
Ресторан «Гагріпш»
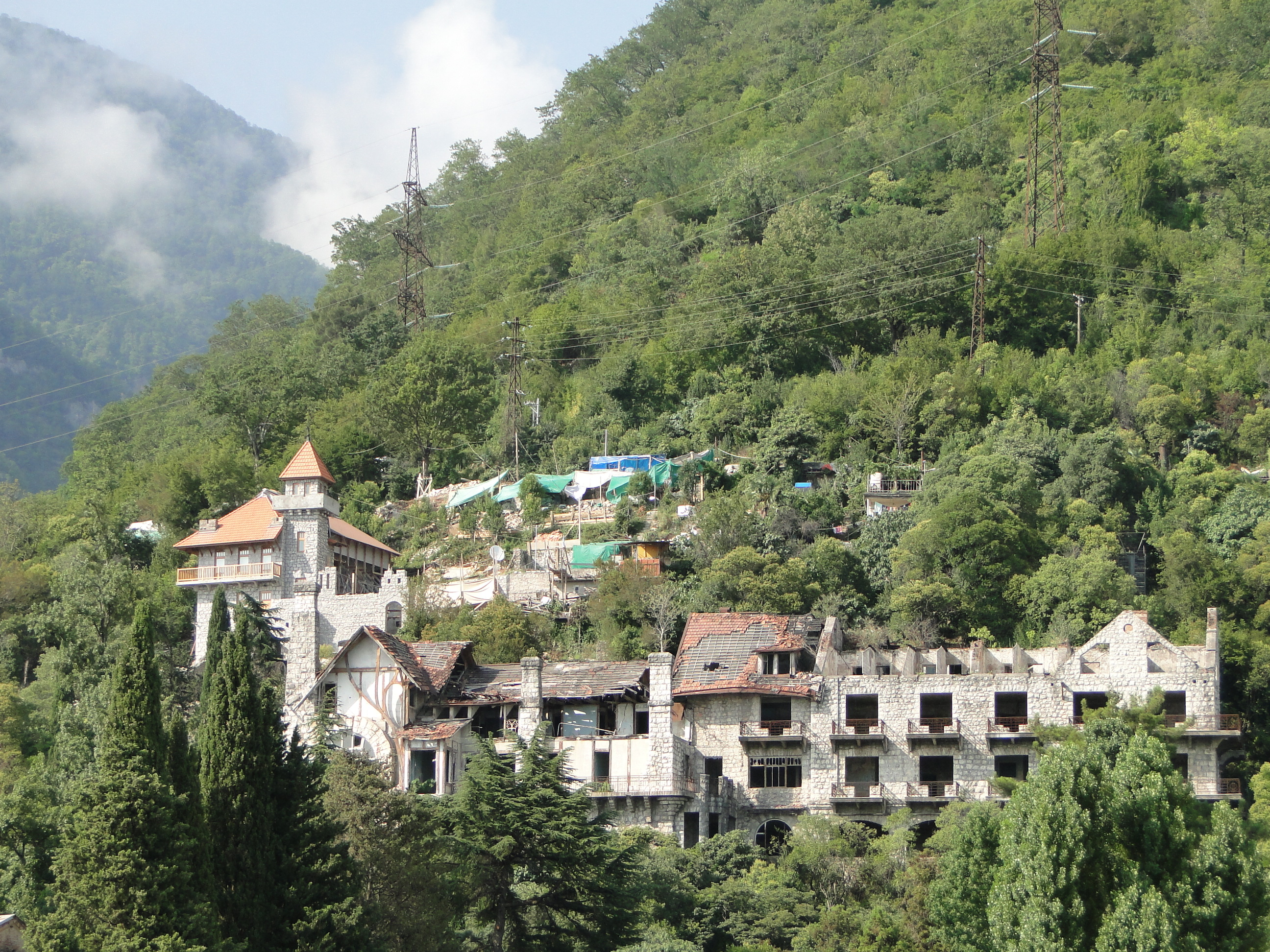
Замок принца Ольденбургського (під час реставрації)
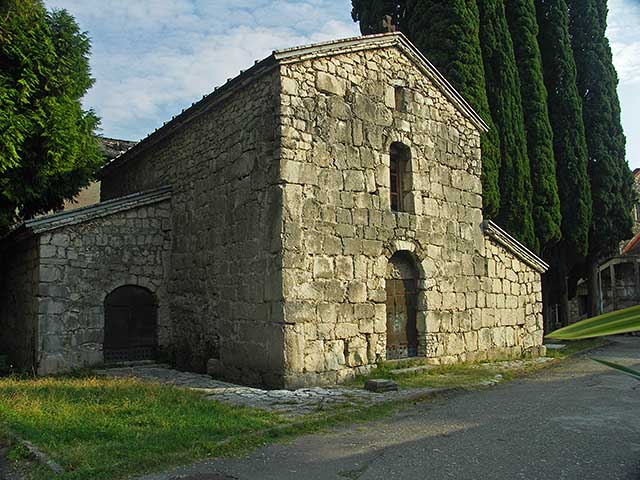
Церква Покрова Пресвятої Богородиці
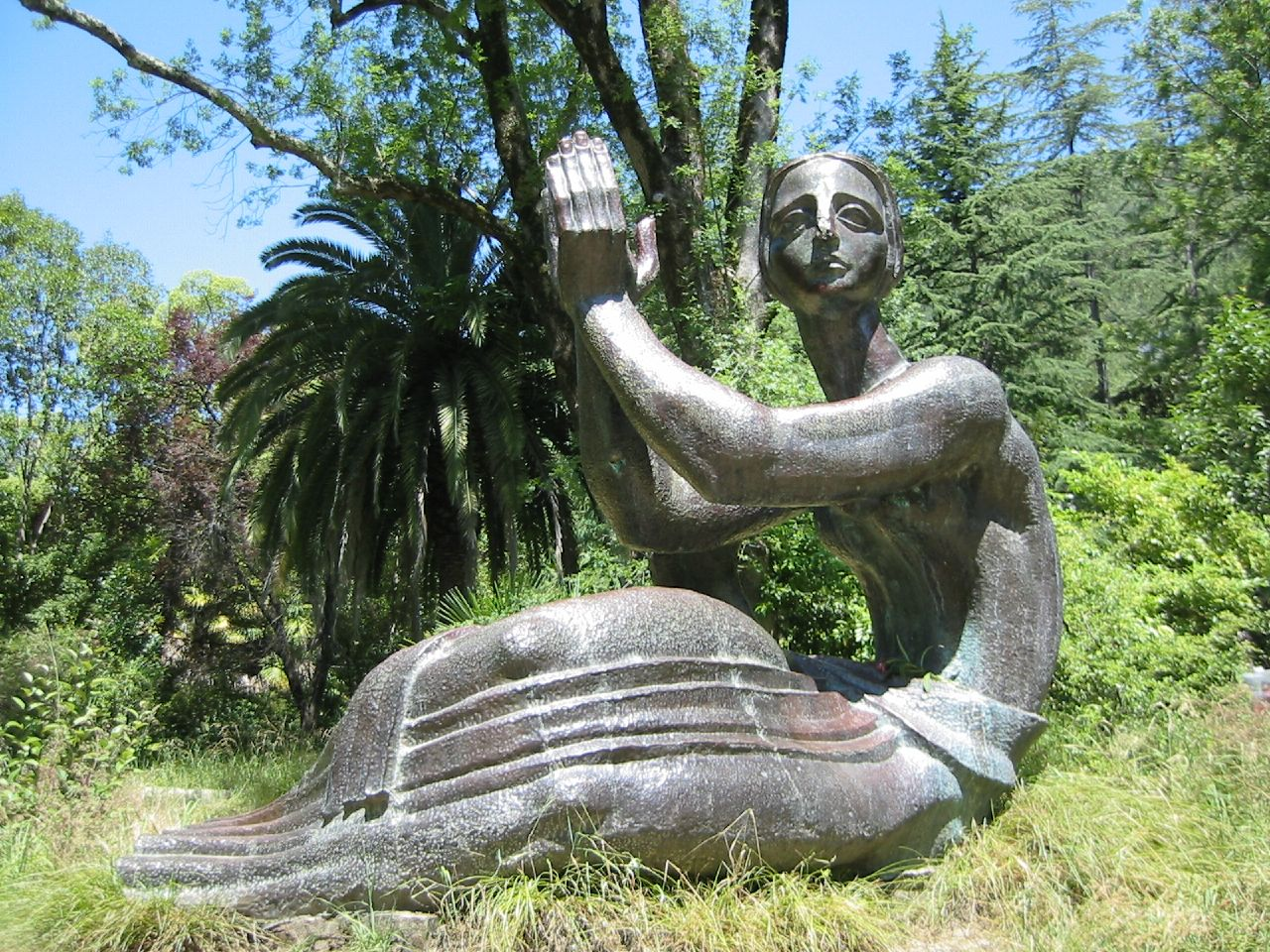
Скульптура «Медея»
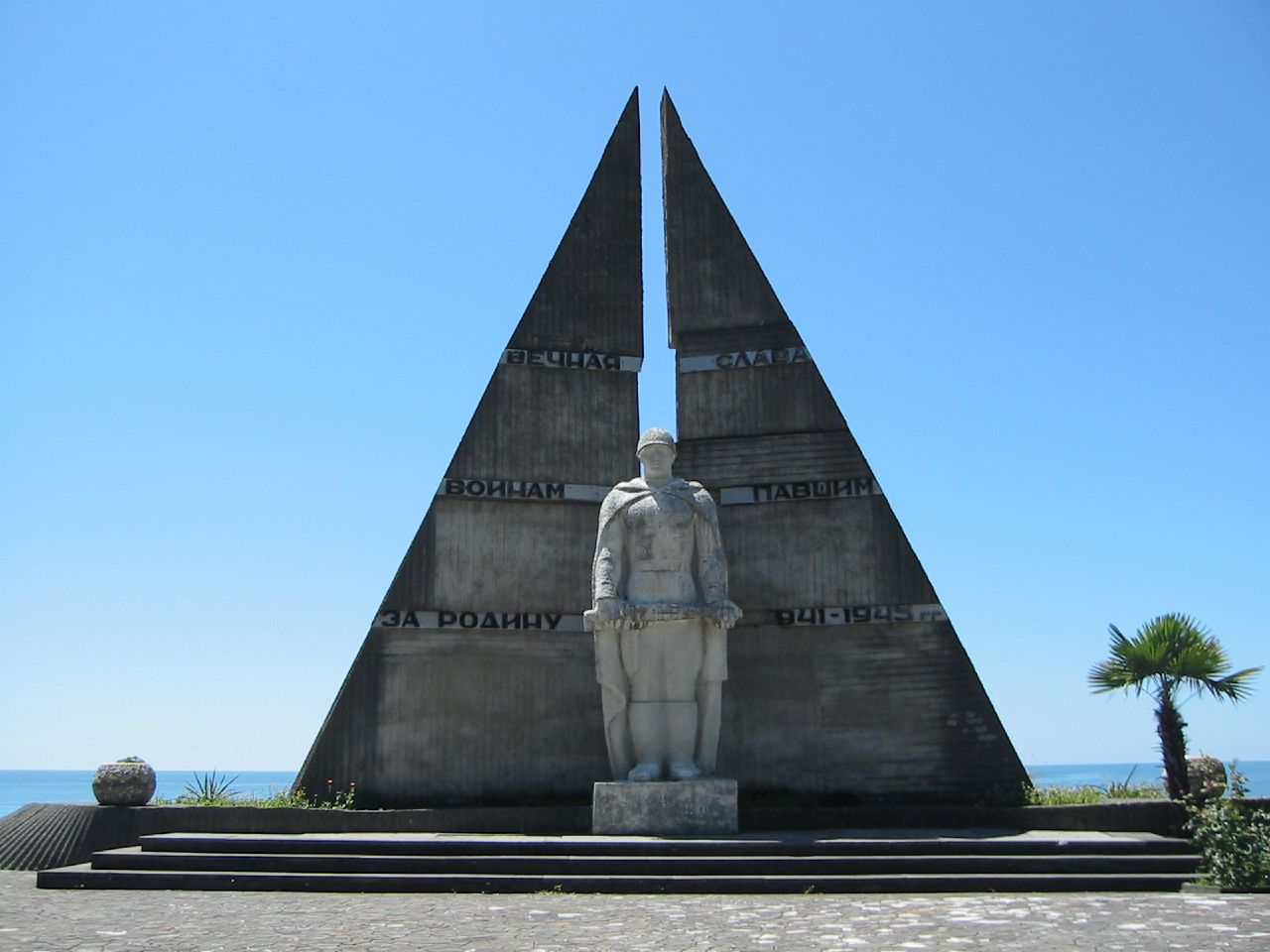
Пам'ятник загиблим у Другій Світовій Війні
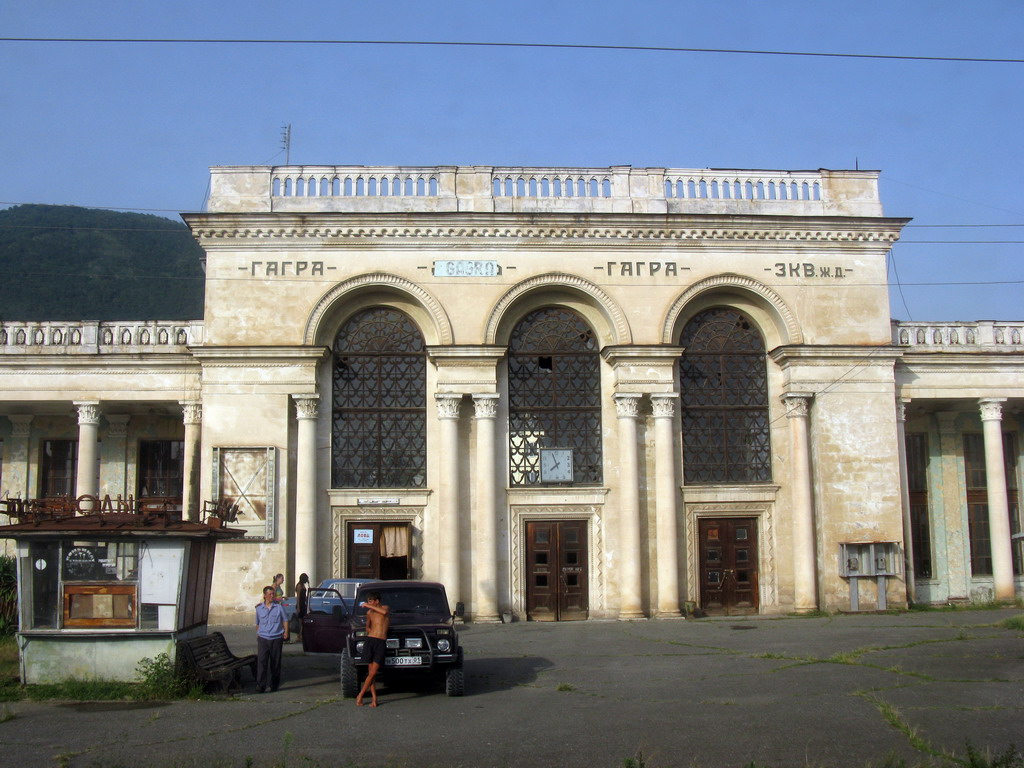
Будівля залізничного вокзалу станції Гагра
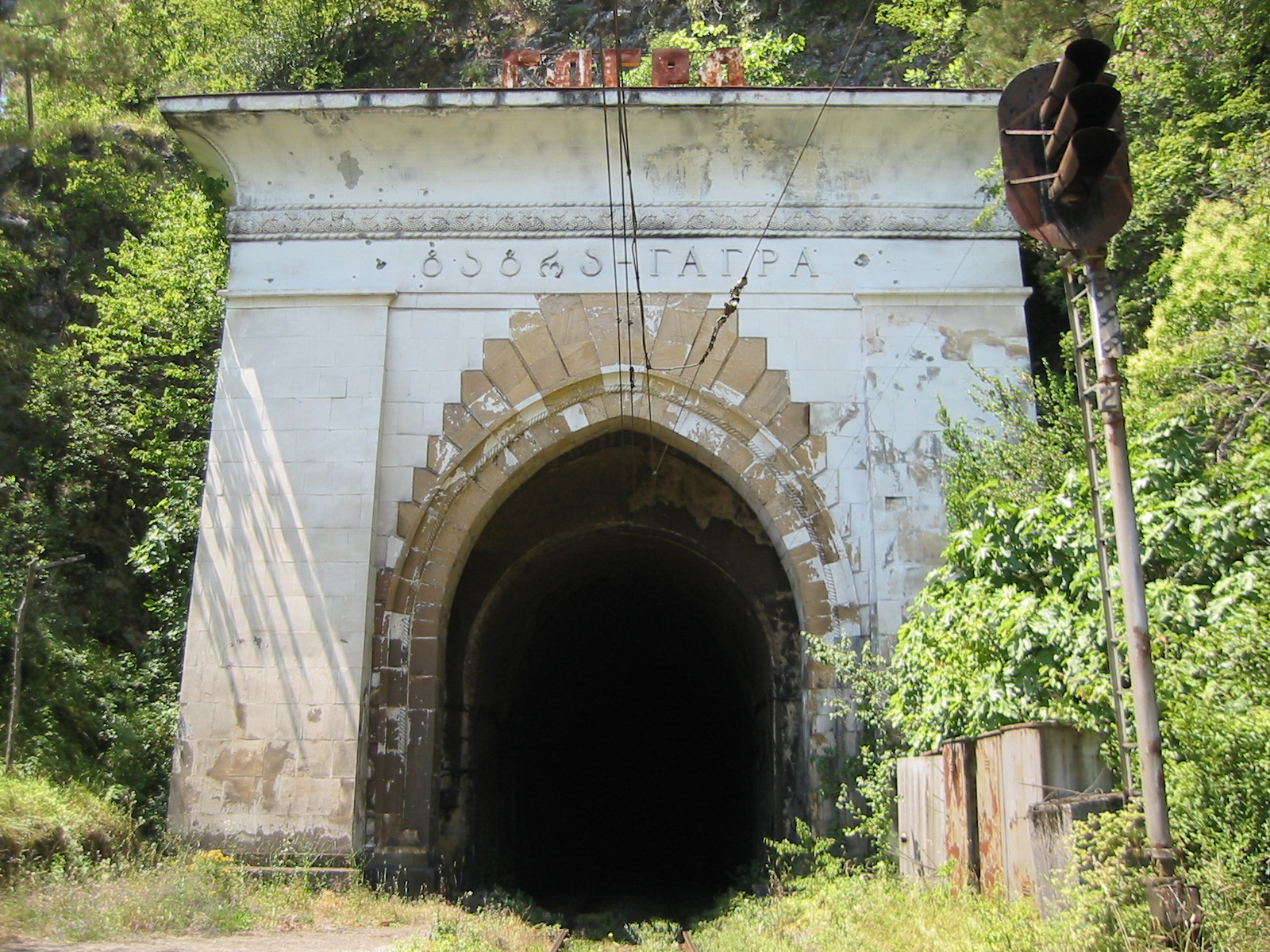
Гагрський залізничний тунель